# 道の駅かつら
道の駅かつら（みちのえき かつら）は、茨城県東茨城郡城里町にある国道123号の道の駅である。
1992年（平成4年）4月に当時の旧・桂村営の特産品直売センターとしてオープンし、翌1993年に村の申請により県内第1号の道の駅として登録され、また後に、まちの駅にも指定された。（川の駅・清流の里かつら）
令和元年東日本台風ではすぐそばを流れる那珂川増水の影響で浸水被害を受けた。
道の駅北側の国道123号 那珂川大橋の架け替えが計画されており、現在地が新・那珂川大橋を含むバイパス道路計画ルートの支障となっているため、近隣に移転が検討されている。城里町は移転によって道の駅の設備を充実させるとしている。

## 施設
城里町特産品直売センターが中心施設となっている。
直売所には、町特産のレッドポアロー（赤ネギ）や梅ジュース、地元産の納豆などを中心にその他野菜などが並ぶ。
- 駐車場（普通車110台、大型車6台）
- トイレ
- 公衆電話
- 城里町特産品直売センター
  - 農産物直売所
  - 食堂
- 桂じぇらぁと村
- 芝生公園

## アクセス
- 国道123号 - 登録路線
  - 茨城県道12号那須烏山御前山線
  - 茨城県道21号常陸大宮御前山線
- 茨城県道212号赤沢茂木線

## 周辺
- 那珂川大橋
- 茨城交通茨城線 御前山駅跡
- 那珂川
- 野口郵便局